# Boeshoven
Boeshoven is een gehucht van de stad Borgloon in de Belgische provincie Limburg. Het gehucht is gelegen ten oosten van Borgloon, tussen Kerniel en Groot-Loon.
Mogelijk was Boeshoven een oude heerlijkheid.
In Boeshoven vindt men enkele halfgesloten boerderijen, sommige teruggaand tot de 18e eeuw en nog deels bestaand uit vakwerkbouw.